# Oncoba routledgei
Oncoba routledgei är en videväxtart som beskrevs av Thomas Archibald Sprague. Oncoba routledgei ingår i släktet Oncoba och familjen videväxter. Inga underarter finns listade i Catalogue of Life.